# Setariopsis
Setariopsis  es un género de plantas herbáceas de la familia de las gramíneas o poáceas.  Es originario de México. Comprende siete especies descritas y de estas, solo dos aceptadas.

## Descripción
Son plantas anuales cespitosas; tallos simples, 70–125 cm de alto, erectos o con la base decumbente y enraizando, adpreso pilosos abajo de los nudos; plantas hermafroditas. Vainas puberulentas o glabras; lígula una membrana ciliada, ca 1 mm de largo; láminas lineares, hasta 25 cm de largo y 10 mm de ancho, aplanadas, puberulentas a glabras. Inflorescencia una panícula terminal, 8–16 cm de largo y 0.8–1.5 cm de ancho, raquis piloso, ramas cortas, ascendentes, cada espiguilla acompañada por una ramilla estéril setiforme; espiguillas ovadas, 2.7–3.5 mm de largo, aplanado-convexas, agudas, glabras, sin arista, algo infladas, con 2 flósculos; desarticulación por debajo de las glumas, la espiguilla caediza como una unidad; gluma inferior ca 1 mm de largo, 5–7-nervia, gluma superior ovada, 2.7–3.2 mm de largo, abruptamente ensanchada y auriculada arriba de una base angosta, 11–17-nervia, alada y algo endurecida en la madurez; flósculo inferior estéril; lema inferior ovado-triangular, más larga que la gluma superior, endurecida en la madurez, aguda, 7–9-nervia, con 2 gibas prominentes cerca de la base; pálea inferior 1/3–2/3 de la longitud de la lema inferior, membranácea; flósculo superior bisexual; lema superior 2.3–2.5 mm de largo, rígida, rugosa, fuertemente convexa, los márgenes revolutos encerrando a la pálea aplanada excepto cerca de la punta; estambres 3, purpúreos, las anteras 1–1.2 mm de largo. Fruto una cariopsis; embrión 1/2 la longitud de la cariopsis, hilo punteado.

## Taxonomía
El género fue descrito por Scribn. ex Millsp. y publicado en Publications of the Field Columbian Museum, Botanical Series 1(3): 288–289. 1896. La especie tipo es: Setariopsis latiglumis (Vasey) Scribn. 
Etimología
El nombre del género se compone de Setaria (otro género de misma familia) y de la palabra griega opsis (aspecto), que denota la semejanza. 
Citología
El número cromosómico básico es x = 9, con números cromosómicos somáticos de 2n = 19.

## Especies aceptadas
A continuación se brinda un listado de las especies del género Setariopsis aceptadas hasta noviembre de 2014, ordenadas alfabéticamente. Para cada una se indica el nombre binomial seguido del autor, abreviado según las convenciones y usos.
- Setariopsis auriculata (E. Fourn.) Scribn.
- Setariopsis latiglumis (Vasey) Scribn.